# Wacław Pelikan
Wacław Pelikan (ur. 11 września 1790 w Słonimie, zm. 9 czerwca 1873 w Pelikanach) – polski lekarz, chirurg, cenzor. 
W 1816 został doktorem medycyny i chirurgii oraz adiunktem Akademii Medyko-Chirurgicznej w Petersburgu. W 1817 został profesorem chirurgii na Cesarskim Uniwersytecie Wileńskim, od 1824 był dziekanem, a w latach 1826–1831 rektorem tej uczelni.
W latach 1823–1824 był członkiem komisji śledczej w sprawie filaretów i filomatów. W latach 1829–1831 kierował wileńskim komitetem cenzury. Przyczynił się do zamknięcia wileńskiej uczelni w 1832.
Był prezydentem Akademii Medyko-Chirurgicznej w Petersburgu w latach 1851–1865 i przewodniczącym Rady Lekarskiej Rosji w latach 1865–1873.

## Życiorys
Ojciec Wacława Pelikana miał pochodzić z Czech i być muzykantem w orkiestrze hetmana Michała Ogińskiego, a później zajmować się handlem winem, natomiast matka Wacława miała być garderobianą. Wacław urodził się 11 września 1790, w Słonimie w rodzinie wyznania prawosławnego. Według ustaleń Zmiejewa miał przyjść na świat w 1787 w okolicy Wilna w rodzinie żydowskiej, a wyznanie zmienić w 1816. Według encyklopedii PWN był natomiast do 1816 katolikiem.
Był absolwentem gimnazjum w Słonimie lub Mołodecznie. W 1813 ukończył studia medyczne na Akademii Medyko-Chirurgicznej w Petersburgu – otrzymał złoty medal i stopień lekarza I klasy. W 1816 uzyskał na tej uczelni stopień doktora medycyny i chirurgii, a także został adiunktem w katedrze chirurgii przy profesorze O. Buschu.
W maju 1817 został profesorem chirurgii na Cesarskim Uniwersytecie Wileńskim. Objął katedrę chirurgii teoretycznej i praktycznej, a w 1820 także anatomii i medycyny sądowej. Cieszył się opinią zdolnego chirurga i popularnego wykładowcy. Był prezesem Towarzystwa Lekarskiego w Wilnie w latach 1821, 1823 i 1825.
Przewodniczył komitetowi reorganizacji szkolnictwa na Litwie w duchu rusyfikacji. W latach 1823–1824 zajął się wyszukiwaniem tajnych związków młodzieży uniwersyteckiej i gimnazjalnej, czym zyskał sobie przychylność Nikołaja Nowosilcowa. Uczestniczył w komisji śledczej w sprawie filaretów i filomatów. Namawiał przesłuchiwanych do przyznawania się do udziału w nielegalnych związkach, bez względu na to, czy byli w nich rzeczywiście, czy nie. Otaczał się szpiegami i dozorcami, popierał donosicielstwo na profesorów i demoralizowanie młodzieży, zarówno w szkołach, jak i na uniwersytecie.
W czerwcu 1824 został dziekanem, w październiku tego samego roku prorektorem, a w lipcu 1826 (dzięki poparciu Nowosilcowa) rektorem Cesarskiego Uniwersytetu Wileńskiego – pierwszym w historii mianowanym odgórnie i na stałe – dożywotnio.
W latach 1829–1831 kierował wileńskim komitetem cenzury. Podczas powstania listopadowego wydał w grudniu 1830 odezwę zakazującą wyjazdu na święta, aby nie brano w nim udziału. 20 maja 1831 w obawie o swój los, pod osłoną nocy i w eskorcie wojskowej, uciekł do Petersburga. 10 lipca powrócił do Wilna, ale został obity kijem przez Fortunata Bielewskiego i znowu wyjechał do Petersburga. Po upadku powstania znacząco przyczynił się do zamknięcia wileńskiej uczelni, co nastąpiło w maju 1832. Przyznano mu emeryturę w wysokości 1500 rubli srebrnych.
W Petersburgu został urzędnikiem Ministerstwa Spraw Wewnętrznych. W 1838 przeniósł się do Moskwy, gdzie został lekarzem naczelnym szpitala wojskowego. W 1845 został dyrektorem departamentu medycznego w Ministerstwie Wojny w Petersburgu. W 1851–1865 był prezydentem petersburskiej Akademii Medyko-Chirurgicznej, a w latach 1865–1873 przewodniczącym Rady Lekarskiej Rosji. 
Był autorem prac naukowych pisanych po polsku. Napisał podręcznik Myologia czyli Nauka o muskułach ciała ludzkiego (Wilno, 1823).
Został nagrodzony orderem Świętej Anny II klasy, a z racji 60 lat służby rządowej – orderem Świętego Aleksandra Newskiego.
Jego żoną była Elżbieta z Wasiliewów, primo voto majorowa Protopopowa, z którą miał trzech synów – Eugeniusz Pelikan (1824–1884) był profesorem medycyny sądowej i anatomii Uniwersytetu w Moskwie.